# Hermann Meyer (Verleger)
Herrmann August Heinrich Meyer (* 11. Januar 1871 in Hildburghausen; † 17. März 1932 in Leipzig) war ein deutscher Verleger, Geograph und Forschungsreisender in Brasilien.

## Leben
Hermann Meyer wurde als jüngstes von sechs Kindern des Verlegers Herrmann Julius Meyer geboren. Er besuchte die humanistische Thomasschule zu Leipzig. Nach dem Abitur studierte er Anthropologie und Ethnologie an der Kaiser-Wilhelms-Universität Straßburg, der Friedrich-Wilhelms-Universität zu Berlin und der Universität Jena. In Straßburg wurde er 1891 Mitglied des Corps Palatia. Er wurde zum Dr. phil. promoviert.
Nach seinem Studium reiste er in die USA. In den Jahren 1895 und 1898 war er mit dem Arzt Karl Ernst Ranke und einem weiteren Mitarbeiter auf Expeditionen, wie Karl von den Steinen zuvor, in Brasilien am Rio Xingu bei den Xingu-Indianern. Sie forschten zu Anthropologie und Botanik. 1898 siedelte er Deutsche in Rio Grande do Sul an. Er gründete 1899 die Kolonie Neu-Württemberg, die seit 1945 Panambi heißt und mittlerweile eine Stadt mit rund 40.000 Einwohnern ist. Später wurde Meyer Assistent am Museum für Völkerkunde zu Leipzig.
1903 wurde Hermann Meyer Teilhaber des von seinem Großvater Joseph Meyer gegründeten Verlags Bibliographisches Institut in Leipzig und arbeitete mit seinem Bruder Hans Meyer zusammen, der ebenfalls Geograph und Forschungsreisender, aber auf Afrika spezialisiert war. In dieser Zeit erschien unter anderem die 6. Auflage von Meyers Konversations-Lexikon. Bei der Überführung des Verlags in eine Aktiengesellschaft im Jahr 1915 wurde Hermann Meyer Vorstandsmitglied.
Während des Ersten Weltkrieges war er Konsul Brasiliens in Leipzig. 1931 erhielt er für seine Verdienste den Deutschen Ring des Deutschen Auslands-Institutes.